# Kalina bodnantská
Kalina bodnantská (Viburnum × bodnantense) je opadavý časně kvetoucí keř. Vznikl jako okrasná dřevina křížením kaliny vonné a kaliny velkokvěté.

## Popis
Kalina bodnantská je opadavý vzpřímený, středně hustě větvený keř dorůstající výšky asi 3 metry. Listy jsou vstřícné, kopinaté, vejčité nebo obvejčité, na okraji pilovité, špičaté, 3 až 10 cm dlouhé. Žilnatina je zpeřená, se 6 až 9 páry žilek. Květy jsou v hustých, až 7 cm širokých latách. Květy jsou vonné, asi 1 cm široké, v poupěti sytě růžové, po rozvinutí světlají. Kvete v zimním období od října do března.
Tento kříženec vznikl v kultuře kolem roku 1933 křížením asijských druhů kalina vonná (Viburnum farreri) a kalina velkokvětá (Viburnum grandiflorum).

## Význam
Kalina bodnantská je poměrně málo známý, avšak velmi pěkný druh kaliny, cenný pro nápadné kvetení v zimním a předjarním období. Kultivarů je nemnoho. Růžové větší květy má kultivar 'Charles Lamont', bělavé 'Deben'. V našich podmínkách může být tento druh náchylný k vymrzání. Uváděna je teplotní zóna 7 s minimálními teplotami -17 °C. Je uváděn v několika kultivarech ze sbírek Dendrologické zahrady v Průhonicích, z botanické zahrady v Rakovníku,, z Botanické zahrady a arboreta Mendelovy Univerzity v Brně.